# جورجی پوپوف
جورجی آرتوروویچ پوپوف (انگلیسی:Georgy Arturovich Popov؛ متولد ۲۷ مه ۲۰۰۱) یک تکواندوکار روسی است. او در بازی‌های المپیک تابستانی جوانان ۲۰۱۸، در وزن ۵۵ کیلوگرم مدال طلا را از آن خود کرد.